# Peugeot 208 R5
Peugeot 208 R5 (Peugeot 208 T16) – samochód rajdowy kategorii RC 2, klasy R5 (WRC2), który został pokazany na Salonie Samochodowym w Paryżu w roku 2012. Peugeot 208 R5 jest produkowany w fabryce Peugeot Sport w Veliz i zgodnie z wytycznymi FIA całkowity koszt auta nie może przekroczyć 180 tysięcy Euro. Jego debiut na trasach rajdowych planowany był w połowie roku 2013, lecz problemy z osiągami i niezawodnością spowodowały opóźnienie przyznania homologacji. Zadebiutował w marcu 2014 roku w rajdzie Rally Il Ciocco e Valle.

## Dane techniczne
|                       | Peugeot 208 R5                                                            |
| --------------------- | ------------------------------------------------------------------------- |
| Silnik                | 16 zaworowy umieszczony poprzecznie, 4-cylindrowy turbodoładowany EP6 CDT |
| Pojemność skokowa     | 1598 cm                                                                   |
| Moc maksymalna        | 280 KM przy 6000 obr./min                                                 |
| Maks. moment obrotowy | 400 Nm przy 2500 obr.//min                                                |
| Maks. obroty silnika  | 7500 obr./min.                                                            |
| Układ wtryskowy       | Bezpośredni, wysokociśnieniowy układ Magneti Marelli                      |
| Napęd                 | Na wszystkie koła                                                         |
| Skrzynia biegów       | Pięciostopniowa, sekwencyjna                                              |
| Zawieszenie           | przednie i tylne typu pseudo-McPherson                                    |
| Koła                  | Aluminiowe Monoblock 8"x18" (asfalt), 7"x15" (szuter)                     |
| Opony                 | asfalt-225x40 R18, szuter-215x65 R15                                      |
| Hamulce przód i tył   | Czterotłoczkowe firmy Alcon Ø 300 (szuter), 355 (asfalt)                  |

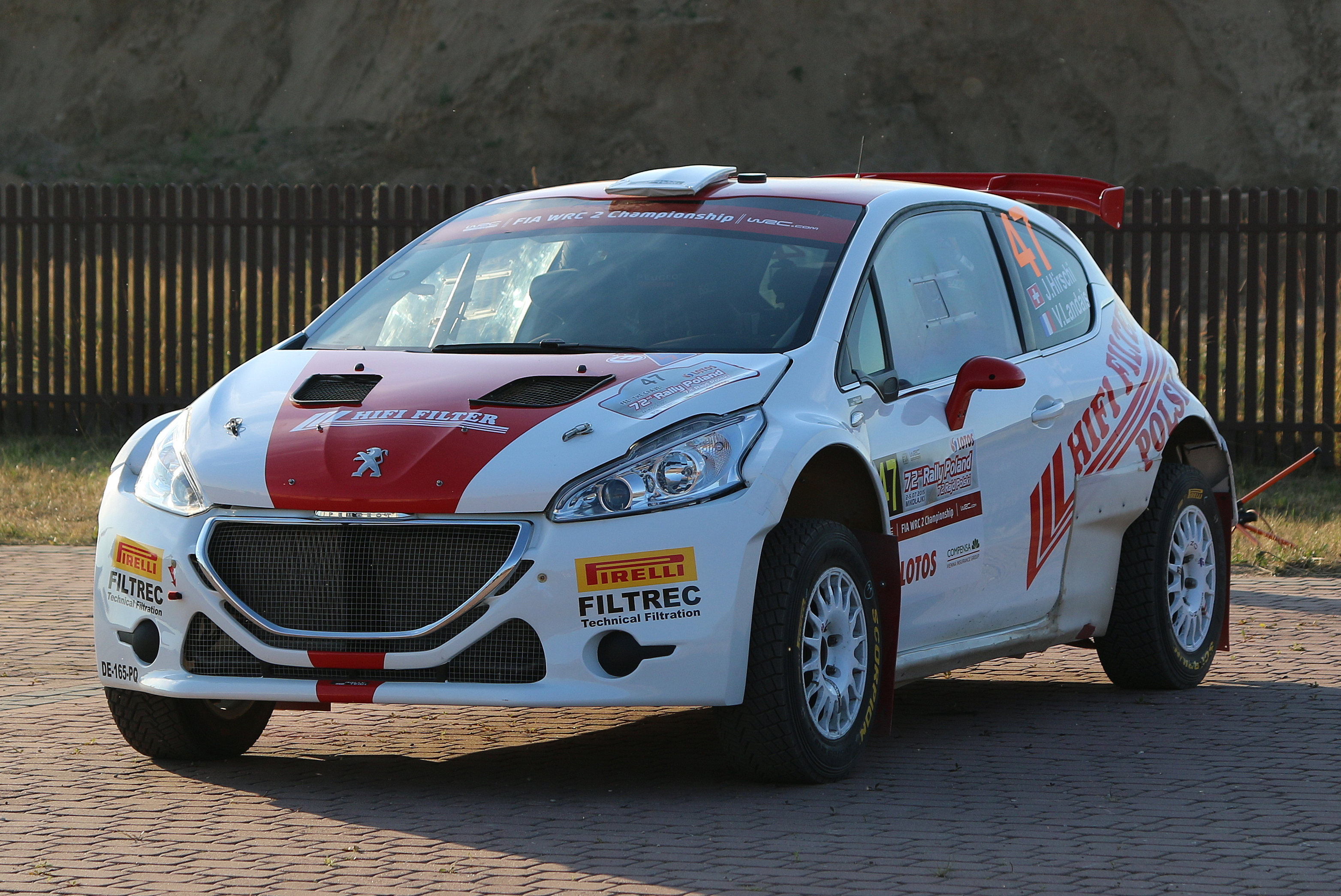
Peugeot 208 T16
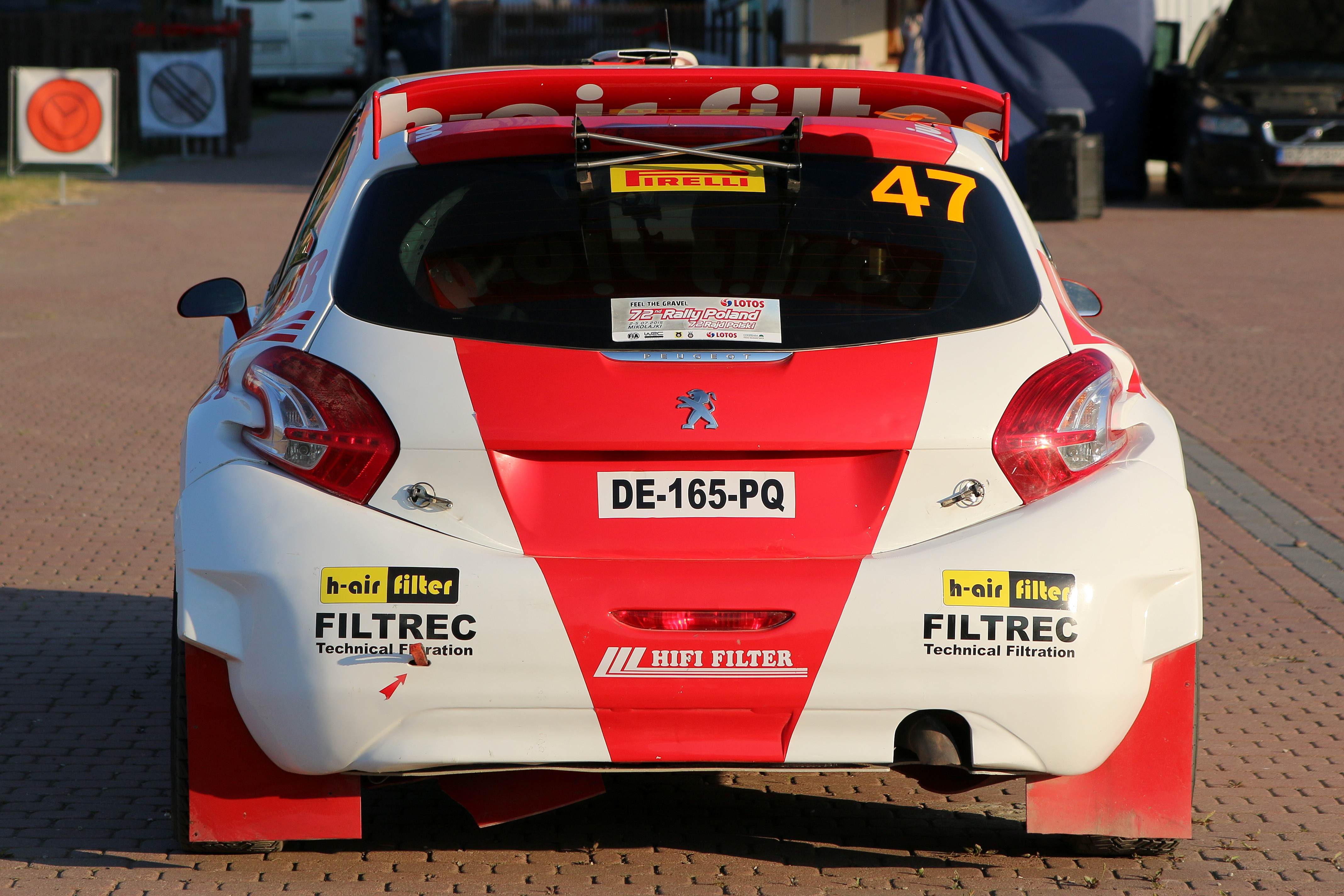
Peugeot 208 T16
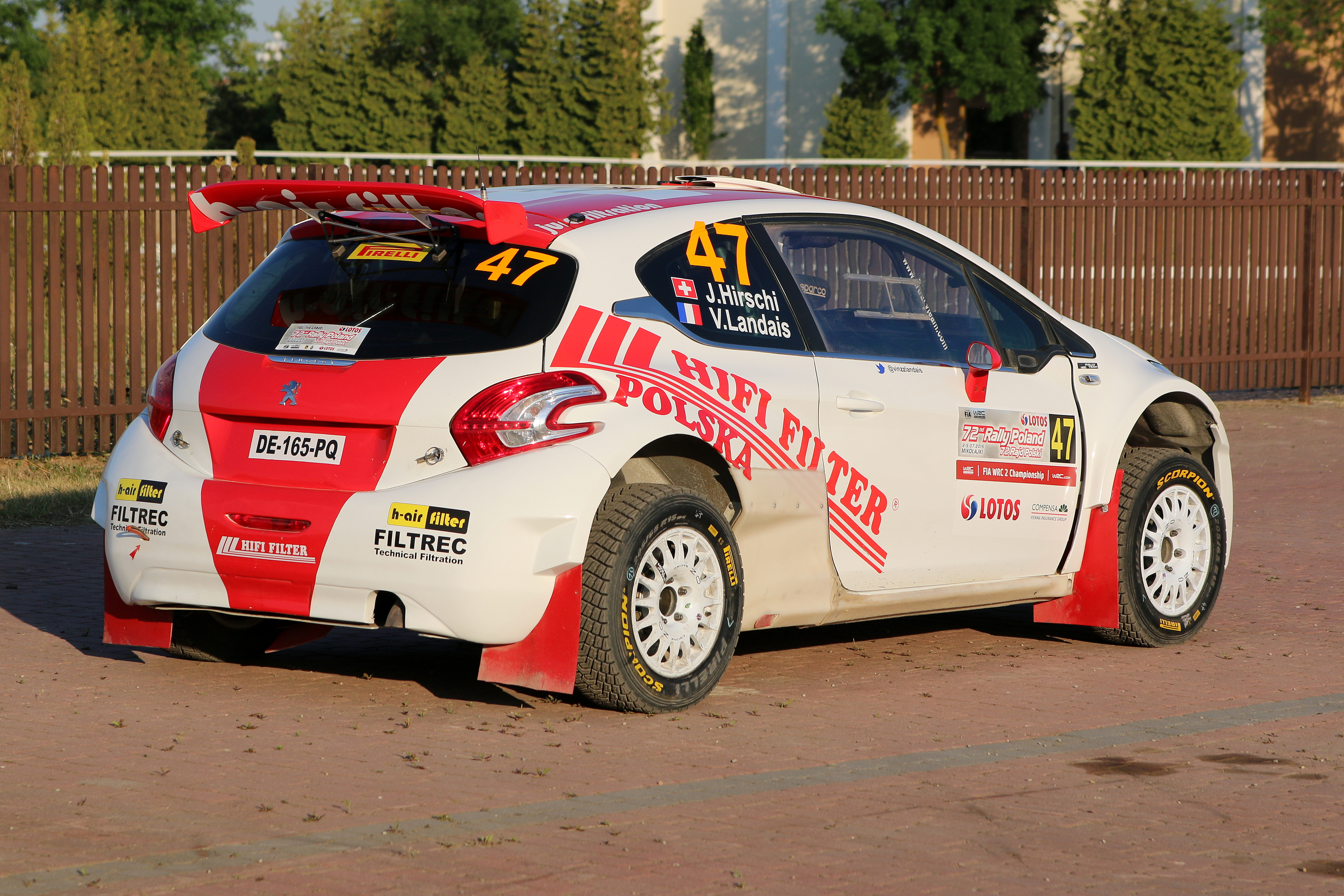
Peugeot 208 T16

## Sukcesy w rajdach
Zwycięstwa w Rajdowych Mistrzostwach Europy (ERC)
| Nr | Rajd                          | Sezon | Kierowca    | Pilot        |
| -- | ----------------------------- | ----- | ----------- | ------------ |
| 1  | 60. Acropolis Rally of Greece | 2014  | Craig Breen | Scott Martin |
| 2  | Rally Liepāja 2015            | 2015  | Craig Breen | Scott Martin |
| 3  | 73. Circuit of Ireland        | 2015  | Craig Breen | Scott Martin |
| 4  | 50. SATA Rallye Açores        | 2015  | Craig Breen | Scott Martin |